# ジャック・ルイ・デュ・ブルノン
ジャック・ルイ・デュ・ブルノン（Jacques Louis de Bournon、1751年1月21日 - 1825年8月24日）は、フランスの結晶学者、鉱物学者である。鉱物の収集家として知られる。
メスの貴族の家に生まれた。自らの屋敷に鉱物コレクションを作り、フランス革命の後、逃れたイギリスでも有名な鉱物収集家として知られた。発見した新鉱物にはヒューム石 (humite)、クリチトン石 (crichtonite)、fibrolite（珪線石の異名）、珪線石がある。1802年王立協会フェロー選出。
鉱物 bournonite（車骨鉱）はブルノンから命名された。